# Nelly Jepkosgei
Nelly Jepkosgei (arabisch نيللي جيبكوسغي; * 14. Juli 1991) ist eine bahrainische Leichtathletin kenianischer Herkunft, die seit 2021 für Bahrain startberechtigt ist und sich auf den Mittelstreckenlauf spezialisiert hat.

## Sportliche Laufbahn
Erste internationale Erfahrungen sammelte Nelly Jepkosgei im Jahr 2010, als sie bei den Juniorenweltmeisterschaften im kanadischen Moncton mit 2:05,13 min im Halbfinale im 800-Meter-Lauf ausschied. Im Jahr darauf nahm sie an den Afrikaspielen in Maputo teil und belegte dort in 2:05,35 min den vierten Platz. 2018 wurde sie bei der Doha Diamond League in 4:00,99 min Zweite im 1500-Meter-Lauf und im September stellte sie in Berlin mit 2:37,41 min einen neuen Afrikarekord über die selten gelaufene Distanz über 1000 Meter auf. Im Jahr darauf wurde sie bei der Bauhaus-Galan in Stockholm in 2:01,98 min Dritte über 800 Meter und anschließend siegte sie in 1:59,50 min beim Diamond League Meeting in Rabat. Im Oktober gewann sie bei den Militärweltspielen in Wuhan für Bahrain startend in 2:06,50 min die Bronzemedaille über 800 Meter hinter der Ukrainerin Natalija Krol und Nimali Liyanarachchi aus Sri Lanka und über 1500 Meter sicherte sie sich in 4:26,97 min ebenfalls die Bronzemedaille hinter ihrer Landsfrau Winny Chebet und der Ukrainerin Krol. Zudem belegte sie mit der bahrainischen 4-mal-400-Meter-Staffel in 3:38,24 min den vierten Platz. 2024 erfüllte sie nach mehreren Jahren Wettkampfpause die Qualifikationsnorm über 800 Meter für die Olympischen Sommerspiele in Paris. Dort schied sie dann mit 2:01,12 min in der Hoffnungsrunde aus. Anschließend verbesserte sie in Trier den bahrainischen Landesrekord auf 1:57,69 min und löste damit Maryam Yusuf Jamal als Rekordhalterin ab.

## Persönliche Bestleistungen
- 800 Meter: 1:57,69 min, 6. September 2024 in Trier (bahrainischer Rekord)
  - 800 Meter (Halle): 2:01,68 min, 11. Februar 2018 in Metz
- 1000 Meter: 2:35,30 min, 2. September 2018 in Berlin (Afrikarekord)
- 1500 Meter: 4:00,99 min, 4. Mai 2018 in Doha
  - 1500 Meter (Halle): 4:09,99 min, 13. Februar 2018 in Liévin
- Meile: 4:25,15 min, 6. Juli 2017 in Lausanne